# Manoir de Fontenay
Ne doit pas être confondu avec Manoir de Fontenay (Lignières-de-Touraine).
Le manoir de Fontenay est une ancienne demeure fortifiée, de la fin du XVIe siècle, qui se dresse sur le territoire de la commune française de Clitourps, dans le département de la Manche, en région Normandie. L'édifice est partiellement inscrit au titre des monuments historiques.

## Localisation
Le manoir de Fontenay est situé à 1,3 kilomètre au nord-est de l'église Notre-Dame de Clitourps, dans le département français de la Manche.

## Description
Le manoir, typique des manoirs fortifiés du Val-de-Saire à l'époque des guerres de Religion, date de la fin du XVIe siècle. Une imposante tour octogonale à usage d'escalier se dresse dans l'angle intérieur de deux corps de logis en équerre qui ne comporte qu'un étage sur rez-de-chaussée. La tour s'éclaire par cinq petites fenêtres d'éguet et est percée de quelques trous à fusil. La porte centrale est surmontée d'un linteau en granit local, quant au bâtiment de droite, assez court, il se prolonge par des étables et des pièces servant à l'exploitation agricole.

## Protection
Le logis, y compris le poulailler attenant et la grange, avec les bâtiments attenants sont inscrits au titre des monuments historiques par arrêté du 12 octobre 1990.